# Pasir Talang Selatan
Pasir Talang Selatan is een bestuurslaag in het regentschap Solok Selatan van de provincie West-Sumatra, Indonesië. Pasir Talang Selatan telt 3350 inwoners (volkstelling 2010).